# St Dionis Backchurch

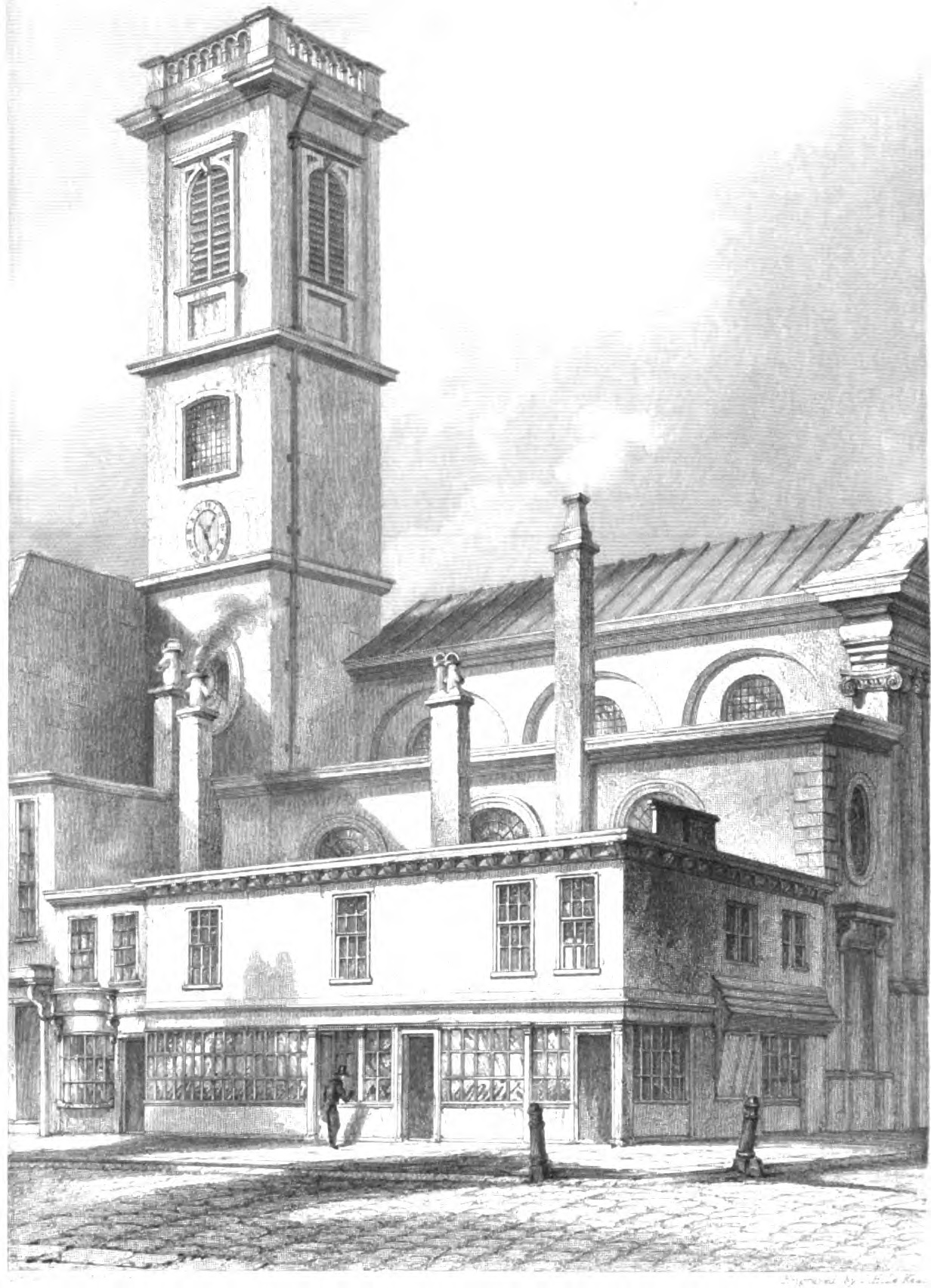
St Dionis Backchurch (1839)

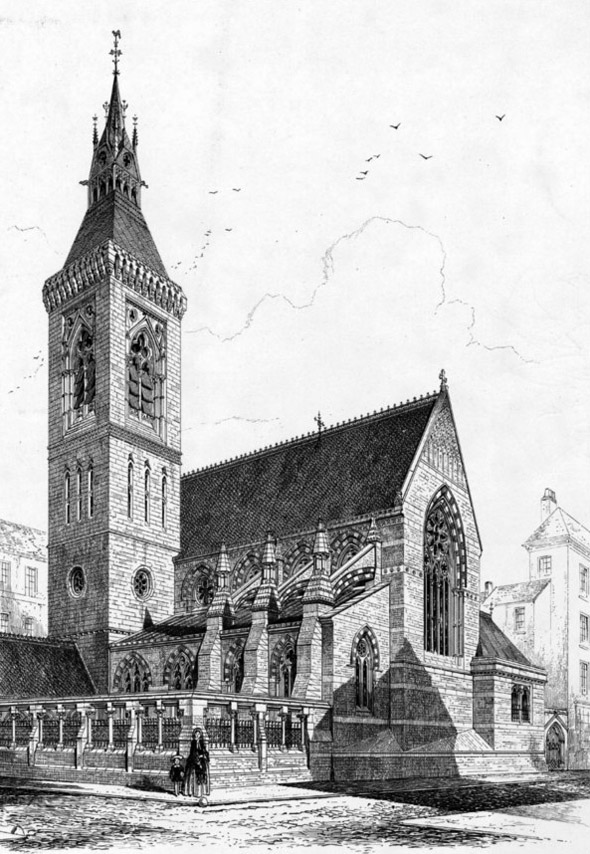
Projekt von George Edmund Street (1858)

St Dionis Backchurch war eine der fünfzig Wren-Kirchen im Londoner Innenstadtbezirk City of London. Die 1674 errichtete Kirche wurde 1878 abgebrochen.

## Geschichte
Die erstmals 1288 belegte, dem Patronat des französischen Nationalheiligen Dionysius von Paris (bzw. dem mit diesem meist gleichgesetzten Dionysius Areopagita) anvertraute mittelalterliche Kirche wurde beim Großen Brand von London 1666 zerstört und anschließend 1674 durch Christopher Wren in Form einer Basilika mit einer klassisch gegliederten Chorfassade wiederaufgebaut, der Bau eines seitlich gesetzten Turms erfolgte ein Jahrzehnt später. 1858 empfahl der Architekt George Edmund Street aufgrund des bereits schlechten Bauzustands der Kirche deren Neubau nach einem von ihm vorgelegten neugotischen Entwurf, der die allgemeine Baumassenverteilung beibehielt. Das 1860 verabschiedete Gesetz zur Reduktion der Zahl der Londoner Pfarrkirchen (Union of the Benefices Act) führte stattdessen 1878 zum Abbruch der Kirche Wrens und zur Zusammenlegung der Pfarrei mit der benachbarten von All Hallows Lombard Street, wohin auch das Geläut von zehn Glocken übertragen wurde. Das Patrozinium wurde an die gleichzeitig entstandene Kirche St Dionis Parsons Green übertragen, die auch Teile der barocken Ausstattung übernahm. Das Pfeifenwerk der 1724 von Renatus Harris erbauten Orgel wurde später in die Orgel von St Vedast Foster Lane inkorporiert.